# Старий сад
Старий сад — ентомологічний заказник місцевого значення. Об'єкт розташований на території Дергачівської міської громади Харківського району Харківської області, село Козача Лопань.
Площа — 5 га, статус отриманий у 1984 році.
Охороняється ділянка суходільних луків і перелогів у долині річки Балка Хомина. З рослин, що охороняються, тільки шавлія поникла, що занесена до Червоного списку Харківської області.. Трапляються рідкісні та зникаючі степові комахи -  бджолині запилювачі люцерни: рофітоїдес сірий, мелітта заяча та низка видів евцер, галіктів, андрен.